# Barfelde
Barfelde è una frazione (Ortsteil) del comune di Gronau, nel land della Bassa Sassonia, in Germania.

## Storia
Già comune autonomo nel circondario di Gronau, passò a quello di Alfeld il 1º ottobre 1932; fu soppresso e unito a Eitzum e Nienstedt il 1º marzo 1974 per formare il comune di Despetal e, insieme con Despetal, fu unito a Gronau il 1º novembre 2016.